# Contea di Dinwiddie
La contea di Dinwiddie (in inglese Dinwiddie County) è una contea dello Stato della Virginia, negli Stati Uniti. La popolazione al censimento del 2000 era di 24 533 abitanti. Il capoluogo di contea è Dinwiddie.